# Торгово-телеграфное агентство
Торго́во-телегра́фное аге́нтство — первое государственное телеграфное агентство Российской империи, с которого начинается история Информационного агентства России «ТАСС».
Учреждено в декабре 1902 года по инициативе графа Сергея Юльевича Витте на базе «Торгово-промышленной газеты» для удовлетворения информационных потребностей торговли, финансового сектора, промышленности и сельского хозяйства. Находилось в подчинении Министерства финансов. Первое сообщение датировано 30 (17) декабря 1902 года.
Директором-распорядителем агентства стал редактор повременных изданий Министерства финансов Российской империи М. М. Фёдоров. Российским дипломатическим представителям за рубежом было предписано оказывать агентству возможное содействие.
1 сентября 1904 года было переименовано в Санкт-Петербургское телеграфное агентство (СПТА).